# Liste der Monuments historiques in Saules (Doubs)
Die Liste der Monuments historiques in Saules führt die Monuments historiques in der französischen Gemeinde Saules auf.

## Liste der Objekte
| Bezeichnung                                                  | Beschreibung                                                                                            | Standort                        | Kennzeichnung | Schutzstatus | Datum | Bild |
| ------------------------------------------------------------ | --- | ------------------------------- | ------------- | ------------ | ----- | ---- |
| Gemälde Der heilige Nikolaus erweckt die Kleinkinder vom Tod | Ölfarbe auf Leinwand, 1847 von Gustave Courbet                                                          | in der Kirche St-Nicolas (Lage) | PM25001340    | Classé       | 1942  |      |
| Hauptaltar                                                   | Altartisch, Altaraufbau, Tabernakel und Skulpturen; Holz, farbig gefasst und vergoldet, 18. Jahrhundert | in der Kirche St-Nicolas (Lage) | PM25001341    | Classé       | 1982  |      |
| Chorgestühl und Wandvertäfelung des Chorraums                | Holz, 18. Jahrhundert                                                                                   | in der Kirche St-Nicolas (Lage) | PM25001342    | Classé       | 1982  |      |
| Marienaltar                                                  | rechter Seitenaltar; Altartisch und Retabel; Holz, farbig gefasst und vergoldet, 18. Jahrhundert        | in der Kirche St-Nicolas (Lage) | PM25002395    | Inscrit      | 1981  |      |
| Linker Seitenaltar                                           | Altartisch und Retabel; Holz, farbig gefasst und vergoldet, Anfang des 19. Jahrhunderts                 | in der Kirche St-Nicolas (Lage) | PM25002396    | Inscrit      | 1981  |      |
| Skulptur Unterweisung Mariens                                | Holz, farbig gefasst und vergoldet, 19. Jahrhundert                                                     | in der Kirche St-Nicolas (Lage) | PM25002397    | Inscrit      | 1981  |      |
| Zwei Gemälde: Heiliger Werner und heiliger Isidor            | Ölfarbe auf Leinwand, 19. Jahrhundert                                                                   | in der Kirche St-Nicolas (Lage) | PM25002398    | Inscrit      | 1982  |      |